# Domestic Policy Council
De Domestic Policy Council (DPC) van de Verenigde Staten is het belangrijkste forum dat door de president van de Verenigde Staten wordt gebruikt voor de bespreking van binnenlandse beleidskwesties, met uitzondering van economische kwesties, die onder de National Economic Council vallen. De raad maakt deel uit van het Office of White House Policy, dat de DPC, de National Economic Council en verschillende andere kantoren omvat, waaronder het Office of National AIDS Policy. De directeur van de DPC wordt ook wel assistent van de president voor binnenlands beleid genoemd. Sinds 20 januari 2021 wordt deze functie vervuld door voormalig nationaal veiligheidsadviseur Susan Rice.
| Nr.    | Directeur van de Binnenlandse Adviesraad Director of the Domestic Policy Council | Directeur van de Binnenlandse Adviesraad Director of the Domestic Policy Council | Directeur van de Binnenlandse Adviesraad Director of the Domestic Policy Council | Ambtstermijn             | Ambtstermijn     | Partij(en) | President(en)                 | Kabinet(en)  |
| ------ | -------------------------------------------------------------------------------- | -------------------------------------------------------------------------------- | -------------------------------------------------------------------------------- | ------------------------ | ---------------- | ---------- | ----------------------------- | ------------ |
| 1      |                                                                                  | Joe Califano                                                                     | Joe Califano (1931)                                                              | 25 juli 1965             | 20 januari 1969  | D          | Lyndon B. Johnson (1963–1969) | L.B. Johnson |
| 2      |                                                                                  | Pat Moynihan                                                                     | Pat Moynihan (1927–2003)                                                         | 20 januari 1969          | 4 november 1969  | D          | Richard Nixon (1969–1974)     | Nixon        |
| 3      |                                                                                  | John Ehrlichman                                                                  | John Ehrlichman (1925–1999)                                                      | 4 november 1969          | 30 april 1973    | R          | Richard Nixon (1969–1974)     | Nixon        |
| 4      |                                                                                  | Melvin Laird                                                                     | Melvin Laird (1922–2016)                                                         | 30 april 1973            | 8 januari 1974   | R          | Richard Nixon (1969–1974)     | Nixon        |
| 5      |                                                                                  |                                                                                  | Ken Cole (1938–2001)                                                             | 8 januari 1974           | 28 februari 1975 | R          | Richard Nixon (1969–1974)     | Nixon        |
| 5      | R                                                                                | Gerald Ford (1974–1977)                                                          | Ken Cole (1938–2001)                                                             | 8 januari 1974           | 28 februari 1975 | Ford       |                               |              |
| 6      |                                                                                  | Gerald Ford (1974–1977)                                                          |                                                                                  | James Cannon (1918–2011) | 28 februari 1975 | Ford       | 20 januari 1977               | R            |
| 7      |                                                                                  | Stu Eizenstat                                                                    | Stu Eizenstat (1943)                                                             | 20 januari 1977          | 20 januari 1981  | D          | Jimmy Carter (1977–1981)      | Carter       |
| Vacant | Vacant                                                                           | Vacant                                                                           | Vacant                                                                           | Vacant                   | Vacant           | Vacant     | Ronald Reagan (1981–1989)     | Reagan       |
| 8      |                                                                                  |                                                                                  | Ralph Bledsoe (1933)                                                             | 20 juni 1985             | 30 maart 1987    | R          | Ronald Reagan (1981–1989)     | Reagan       |
| 9      |                                                                                  |                                                                                  | Ken Cribb (1948)                                                                 | 30 maart 1987            | 3 december 1987  | R          | Ronald Reagan (1981–1989)     | Reagan       |
| 10     |                                                                                  | David McIntosh                                                                   | David McIntosh (1958)                                                            | 3 december 1987          | 8 september 1988 | R          | Ronald Reagan (1981–1989)     | Reagan       |
| 11     |                                                                                  |                                                                                  | Dan Crippen (1952)                                                               | 8 september 1988         | 20 januari 1989  | R          | Ronald Reagan (1981–1989)     | Reagan       |
| 12     |                                                                                  | Roger Porter                                                                     | Roger Porter (1946)                                                              | 20 januari 1989          | 20 januari 1993  | R          | George H.W. Bush (1989–1993)  | G.H.W. Bush  |
| 13     |                                                                                  |                                                                                  | Carol Rasco (1948)                                                               | 20 januari 1993          | 20 december 1996 | D          | Bill Clinton (1993–2001)      | Clinton      |
| 14     |                                                                                  | Bruce Reed                                                                       | Bruce Reed (1960)                                                                | 20 december 1996         | 20 januari 2001  | D          | Bill Clinton (1993–2001)      | Clinton      |
| 15     |                                                                                  | John Bridgeland                                                                  | John Bridgeland (1960)                                                           | 20 januari 2001          | 30 januari 2002  | R          | George W. Bush (2001–2009)    | G.W. Bush    |
| 16     |                                                                                  | Margaret Spellings                                                               | Margaret Spellings (1957)                                                        | 30 januari 2002          | 20 januari 2005  | R          | George W. Bush (2001–2009)    | G.W. Bush    |
| 17     |                                                                                  | Claude Allen                                                                     | Claude Allen (1960)                                                              | 20 januari 2005          | 10 februari 2006 | R          | George W. Bush (2001–2009)    | G.W. Bush    |
| Vacant |                                                                                  |                                                                                  |                                                                                  |                          |                  |            | George W. Bush (2001–2009)    | G.W. Bush    |
| 18     |                                                                                  | Karl Zinsmeister                                                                 | Karl Zinsmeister (1959)                                                          | 24 mei 2006              | 20 januari 2009  | R          | George W. Bush (2001–2009)    | G.W. Bush    |
| 19     |                                                                                  | Melody Barnes                                                                    | Melody Barnes (1964)                                                             | 20 januari 2009          | 10 januari 2012  | D          | Barack Obama (2009–2017)      | Obama        |
| 20     |                                                                                  | Cecilia Muñoz                                                                    | Cecilia Muñoz (1962)                                                             | 10 januari 2012          | 20 januari 2017  | D          | Barack Obama (2009–2017)      | Obama        |
| 21     |                                                                                  | Andrew Bremberg                                                                  | Andrew Bremberg (1979)                                                           | 20 januari 2017          | 2 februari 2019  | R          | Donald Trump (2017–2021)      | Trump        |
| 22     |                                                                                  | Joe Grogan                                                                       | Joe Grogan (1972)                                                                | 2 februari 2019          | 24 mei 2020      | R          | Donald Trump (2017–2021)      | Trump        |
| [ 4 ]  |                                                                                  | Brooke Rollins                                                                   | Brooke Rollins (1972)                                                            | 24 mei 2020              | 20 januari 2021  | R          | Donald Trump (2017–2021)      | Trump        |
| 23     |                                                                                  | Susan Rice                                                                       | Susan Rice (1964)                                                                | 20 januari 2021          | 26 mei 2023      | D          | Joe Biden (2021–heden)        | Biden        |
| 24     |                                                                                  | Neera Tanden                                                                     | Neera Tanden (1970)                                                              | 26 mei 2023              | heden            | D          | Joe Biden (2021–heden)        | Biden        |